# Massepha gracilis
Massepha gracilis là một loài bướm đêm trong họ Crambidae.